# Janusz Witowicz
Janusz Witowicz (ur. 16 grudnia 1937 w Tarnopolu, zm. 2 listopada 2021 w Rzeszowie) – polski artysta fotograf. Członek rzeczywisty Okręgu Krakowskiego Związku Polskich Artystów Fotografików. Członek rzeczywisty Rzeszowskiego Towarzystwa Fotograficznego. Członek honorowy Rzeszowskiego Stowarzyszenia Fotograficznego. Były fotoreporter „Nowin”.

## Życiorys
Był synem inż. Józefa Witowicza i nauczycielki Anny Ślęzak-Witowicz. W 1955 roku ukończył liceum ogólnokształcące, był absolwentem Wydziału Lotniczego Politechniki Warszawskiej (studia w latach 1955–1960). Związany z małopolskim oraz podkarpackim środowiskiem fotograficznym – mieszkał, fotografował, tworzył w Rzeszowie. Fotografował od połowy lat 50. XX wieku. Artystyczny debiut Janusza Witowicza miał miejsce w 1966 roku – wówczas został laureatem I nagrody w II wystawie Fotografii Artystycznej Studentów Warszawy. Miejsce szczególne w jego twórczości zajmowała fotografia kreacyjna (efekty graficzne: ziarnistości, zamglenia, zawirowania, inscenizacje zdjęć, kolaże, solaryzacje), fotografia reportażowa, fotografia przyrodnicza. 
Janusz Witowicz był autorem i współautorem wielu wystaw fotograficznych; ogólnopolskich i międzynarodowych; indywidualnych, zbiorowych oraz pokonkursowych – w Polsce i za granicą. Jego fotografie wielokrotnie prezentowane na wystawach pokonkursowych, otrzymywały wiele akceptacji, medali, nagród, wyróżnień, dyplomów, listów gratulacyjnych. Publikował fotografie w wielu czasopismach (m.in. w specjalistycznej prasie fotograficznej).

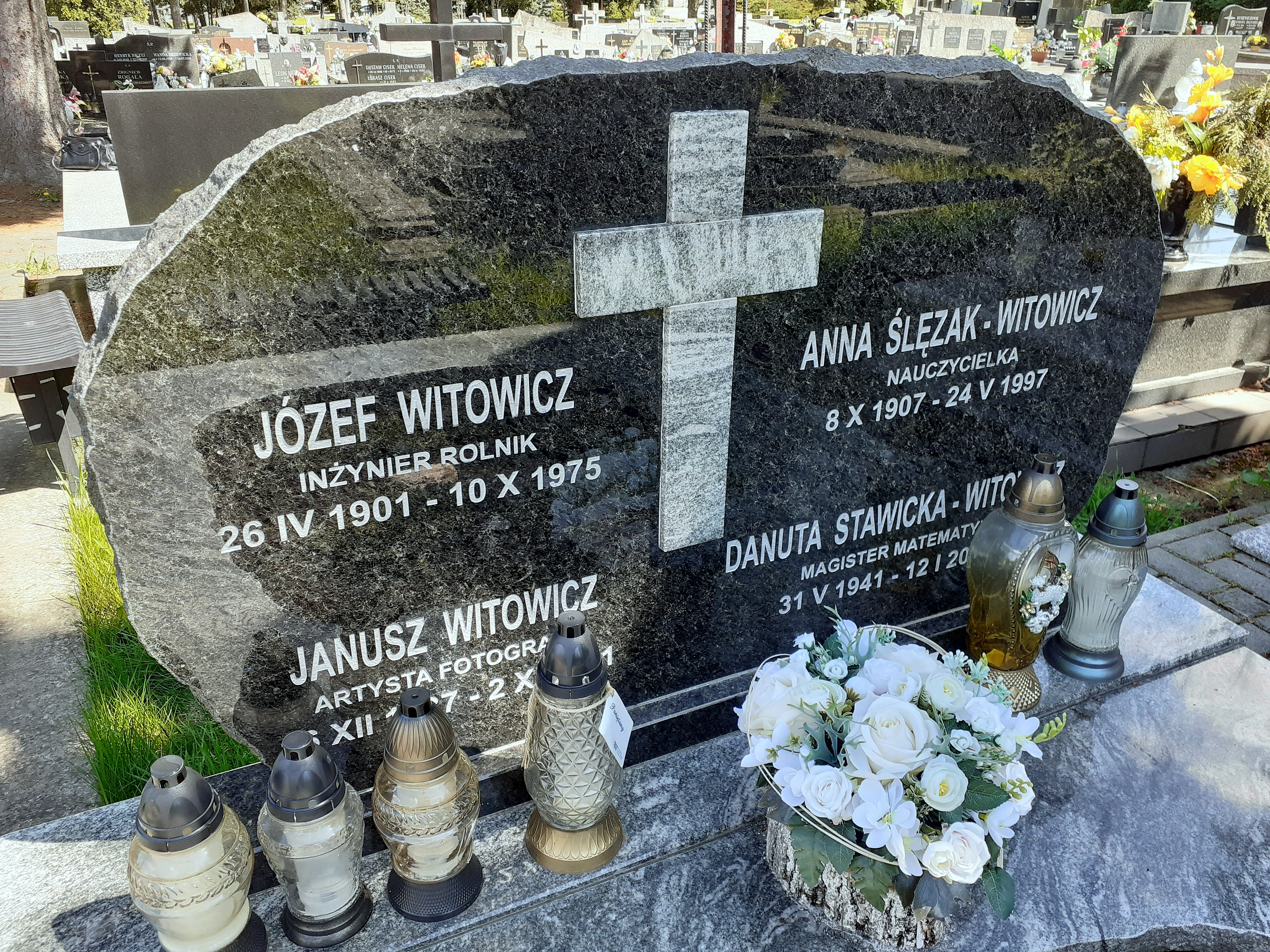
Grobowiec Janusza Witowicza

W 1984 roku został przyjęty w poczet członków rzeczywistych Okręgu Krakowskiego Związku Polskich Artystów Fotografików (legitymacja nr 583). Zaprezentowany w Antologii fotografii polskiej 1839–1989, Jerzego Lewczyńskiego. Od 2016 należał do Rzeszowskiego Stowarzyszenia Fotograficznego (członka zbiorowego Fotoklubu Rzeczypospolitej Polskiej Stowarzyszenia Twórców). Jest członkiem honorowym RSF. Fotografie Janusza Witowicza znajdują się w zbiorach (m.in) Biura Wystaw Artystycznych w Rzeszowie, Galerii Fotografii Miasta Rzeszowa, Europejskiego Centrum Solidarności w Gdańsku, Muzeum Etnograficznego w Rzeszowie, rzeszowskiego oddziału Instytutu Pamięci Narodowej.  
Jego żoną była mgr matematyki Danuta Stawicka-Witowicz (1941–2010). Zmarł w wieku 83 lat, został pochowany 13 listopada 2021 na cmentarzu Wilkowyja w Rzeszowie. Upamiętniając wieloletnią aktywności twórczą artysty, w pierwszą rocznicę jego śmierci – 3 listopada 2022, w Galerii Fotografii Miasta Rzeszowa zorganizowano wystawę fotografii Janusza Witowicza – Witowicz 84.

## Wystawy indywidualne
- Fotografie (Kielce 1984)
- To już gdzieś było… (Rzeszów 1993)
- Fotografie (Krosno 1994)
- Dzień, który dał nam Pan. Pamiętnik pielgrzymki (Dukla 1997)
- Dzień, który dał nam Pan. Pamiętnik pielgrzymki (Krosno 1997)
- Narodowe rekolekcje (Rzeszów 1999)
- Z wydeptanych ścieżek (Jarosław 2014)
- Remanent (Rzeszów 2017)
- Witowicz 84 (Rzeszów 2022)

Źródło